# Ruda (Italië)
Ruda is een gemeente in de Italiaanse provincie Udine (regio Friuli-Venezia Giulia) en telt 2951 inwoners (31-12-2004). De oppervlakte bedraagt 18,8 km², de bevolkingsdichtheid is 155 inwoners per km².
De volgende frazioni maken deel uit van de gemeente: Alture, Cortona, Mortesins, Perteole, Saciletto, San Nicolò.

## Demografie
Ruda telt ongeveer 1180 huishoudens. Het aantal inwoners steeg in de periode 1991-2001 met 0,8% volgens cijfers uit de tienjaarlijkse volkstellingen van ISTAT.
| Jaar | Inwoneraantal |
| ---- | ------------- |
| 1991 | 2945          |
| 2001 | 2969          |

## Geografie
De gemeente ligt op ongeveer 12 m boven zeeniveau.
Ruda grenst aan de volgende gemeenten: Aiello del Friuli, Campolongo al Torre, Cervignano del Friuli, Fiumicello, San Pier d'Isonzo (GO), Turriaco (GO), Villa Vicentina, Villesse (GO).